# Santa-Maria-Figaniella
Santa-Maria-Figaniella est une commune française située dans la circonscription départementale de la Corse-du-Sud et le territoire de la collectivité de Corse. On la nomme fréquemment Santa-Maria-di-Viggiano. Le village appartient à la piève de Viggiano.

## Urbanisme

### Typologie
Au 1er janvier 2024, Santa-Maria-Figaniella est catégorisée commune rurale à habitat dispersé, selon la nouvelle grille communale de densité à sept niveaux définie par l'Insee en 2022.
Elle est située hors unité urbaine. Par ailleurs la commune fait partie de l'aire d'attraction de Propriano, dont elle est une commune de la couronne,. Cette aire, qui regroupe 13 communes, est catégorisée dans les aires de moins de 50 000 habitants,.

### Occupation des sols
L'occupation des sols de la commune, telle qu'elle ressort de la base de données européenne d’occupation biophysique des sols Corine Land Cover (CLC), est marquée par l'importance des forêts et milieux semi-naturels (95,4 % en 2018), une proportion sensiblement équivalente à celle de 1990 (95,5 %). La répartition détaillée en 2018 est la suivante : 
milieux à végétation arbustive et/ou herbacée (55,4 %), espaces ouverts, sans ou avec peu de végétation (32,6 %), forêts (7,4 %), zones agricoles hétérogènes (4,6 %). L'évolution de l’occupation des sols de la commune et de ses infrastructures peut être observée sur les différentes représentations cartographiques du territoire : la carte de Cassini (XVIIIe siècle), la carte d'état-major (1820-1866) et les cartes ou photos aériennes de l'IGN pour la période actuelle (1950 à aujourd'hui).

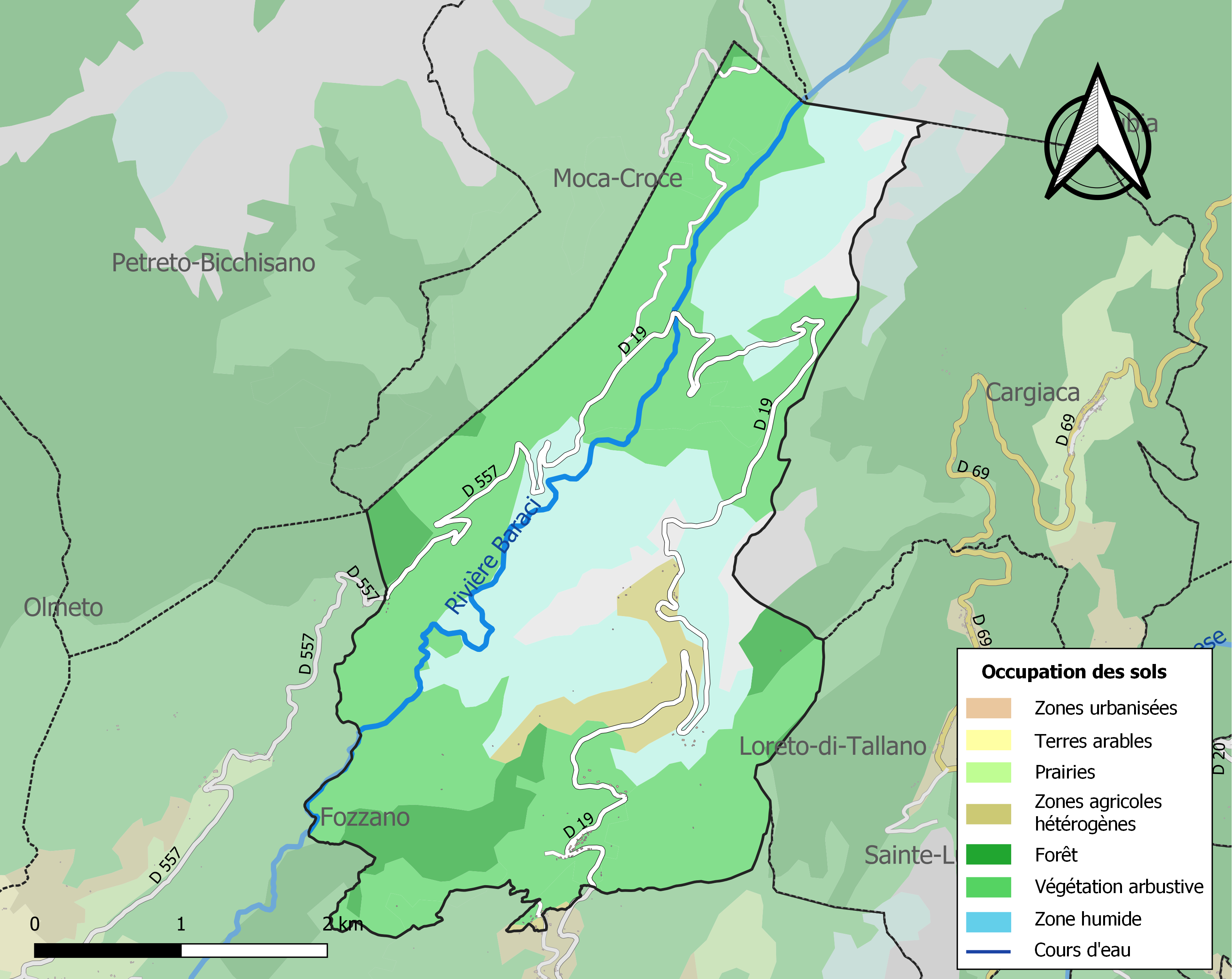
Carte des infrastructures et de l'occupation des sols de la commune en 2018 (CLC).

## Toponymie
En corse la commune se nomme Santa Marìa di Vighjanu.

## Politique et administration
| Période | Période  | Identité       | Étiquette | Qualité    |
| ------- | -------- | -------------- | --------- | ---------- |
|         |          |                |           |            |
| 2001    | 2014     | Jean Ollandini |           |            |
| 2014    | En cours | Antoine Rocca  |           | Chirurgien |

## Démographie
L'évolution du nombre d'habitants est connue à travers les recensements de la population effectués dans la commune depuis 1800. Pour les communes de moins de 10 000 habitants, une enquête de recensement portant sur toute la population est réalisée tous les cinq ans, les populations de référence des années intermédiaires étant quant à elles estimées par interpolation ou extrapolation. Pour la commune, le premier recensement exhaustif entrant dans le cadre du nouveau dispositif a été réalisé en 2007.

En 2022, la commune comptait 83 habitants, en évolution de −10,75 % par rapport à 2016 (Corse-du-Sud : +7,61 %, France hors Mayotte : +2,11 %).
| 1800 | 1806 | 1821 | 1831 | 1836 | 1841 | 1846 | 1851 | 1856 |
| ---- | ---- | ---- | ---- | ---- | ---- | ---- | ---- | ---- |
| 220  | 170  | 227  | 207  | 216  | 229  | 196  | 258  | 256  |

| 1861 | 1866 | 1872 | 1876 | 1881 | 1886 | 1891 | 1896 | 1901 |
| ---- | ---- | ---- | ---- | ---- | ---- | ---- | ---- | ---- |
| 253  | 282  | 258  | 252  | 267  | 294  | 311  | 300  | 285  |

| 1906 | 1911 | 1921 | 1926 | 1931 | 1936 | 1946 | 1954 | 1962 |
| ---- | ---- | ---- | ---- | ---- | ---- | ---- | ---- | ---- |
| 328  | 328  | 351  | 346  | 334  | 346  | 252  | 192  | 125  |

| 1968 | 1975 | 1982 | 1990 | 1999 | 2006 | 2007 | 2012 | 2017 |
| ---- | ---- | ---- | ---- | ---- | ---- | ---- | ---- | ---- |
| 110  | 89   | 70   | 58   | 72   | 81   | 82   | 80   | 100  |

| 2022 | - | - | - | - | - | - | - | - |
| ---- | - | - | - | - | - | - | - | - |
| 83   | - | - | - | - | - | - | - | - |

## Lieux et monuments
- L'église romane Santa Maria Assunta date du milieu du XIIe siècle. Restaurée en 1849 et 1949, elle constitue l'un des meilleurs exemples de l'héritage pisan de la Corse. L'édifice a été classé au titre des monuments historique en 1927[10].
- Stèle érigée à la mémoire des morts pour la France au cours des deux grandes guerres

## Personnalités liées à la commune
- Jean-Paul Poletti, chanteur, fondateur du groupe Canta U Populu Corsu et du Chœur d'hommes de Sartène.
- Jean-Marie Colombani, directeur du journal Le Monde de 1994 à 2007.
- Paul-louis Recco, professeur d'arts plastiques, artiste peintre.
- Xavier Aubeau-Luciani, Capraghju